# Šimon Brixi
Šimon Brixi (Vlkava, 28 ottobre 1693 – Praga, 2 novembre 1735) è stato un compositore e organista ceco, padre del compositore František Xaver Brixi.
Egli apparteneva a un ramo di una famiglia di musicisti boema, che nel XVII secolo si stabilì a Vlkava. In gioventù, dal 1711 al 1717, studiò musica al liceo gesuita di Nový Jičín e successivamente legge all'Università di Praga, ma abbandonò questi ultimi studi e diventò organista della chiesa di Santa Maria di Týn. Il successo che ottenne un suo lavoro nel 1720 gli permise in seguito di ottenere la commissione di comporre musica per le festività annuali dal 1722 al 1729. Nel 1724 il suo matrimonio fu celebrato da Bohuslav Matej Cernohorský, un sacerdote e compositore del monastero francescano di Praga. L'anno successivo divenne insegnante di musica della scuola di San Martino, nonché organista e maestro del coro (dal 1727) della chiesa dell'istituto.
Le sue composizioni - ne sopravvivono a tutt'oggi 34 - seguono i dettami dello stile veneziano rappresentato da Johann Joseph Fux e Antonio Caldara e includono alcuni elementi della musica folklorica ceca. Sono inoltre caratterizzate da ampie strumentazioni, con prevalenza di ottoni, da frequenti strutture contrappuntistiche, scritte con maestria, e da passaggi omofonici, nei quali è spesso inserito un intermezzo concertato (tipico appunto della tradizione veneziana). Il linguaggio melodico invece richiama temi tipici della musica popolare boema. Un'altra particolarità della sua musica fu l'impiego di testi in lingua ceca, l'unico caso noto nella musica boema del XVIII secolo. Compose principalmente musica sacra, incluse diverse messe, un Te Deum, un Magnificat, litanie, offertori e mottetti.
La maggior parte delle sue partiture giunte fino a noi sono conservate al Museo Nazionale di Praga, mentre i restanti manoscritti sono collocati presso il Museo Moravo di Brno.